# カラカサタケ
カラカサタケ（唐傘茸、学名: Macrolepiota procera）は、ハラタケ科カラカサタケ属の特大型のキノコ。ヨーロッパ、北米をはじめ分布は世界中に広がる。ヨーロッパの英語圏ではパラソルマッシュルームと呼んで親しまれている。夏から秋にかけて、雑木林や公園の草むらなどに生える。加熱して食用されるが、生食すると中毒を起こす。

## 名称
和名の由来は、傘が開いたときに唐傘が開いたように見えるからとされる。成長すると弾力があり、幼菌を手で握っても離すとふわりと元に戻るのでニギリタケ（握茸）の別名もある。地方によっては、オシコンボ（香川県）、カラカサモダシ、キジタケ、ツルタケ、ニンギリコの地方名で呼ばれることもある。
日本よりも欧米で人気があるキノコで、英名も parasol mushroom（パラソルマッシュルーム）で親しまれ、「傘キノコ」の意である。
学名の属名の Macrolepiota は、Macro（大きい）＋lepiota（鱗で覆われた耳）を合わせたもので、種小名 procera は「背の高い」という意味である。大きな鱗片に被われた傘を持ち、高さがキノコとしては背が高くなることから名付けられている。

## 生態
腐生菌（腐生性）。夏から秋にかけて、竹林や雑木林の林床、草地、公園の植え込み、道端などの光が差し込む場所に単生または散生する。一列に並ぶ菌輪をつくることもある。ときにモミなどの針葉樹林に発生することもある。森の中や林道わきなどにもよく生える。

## 形態
子実体は傘と柄からなる。常に高さは30センチメートル (cm) を超え、大きなものでは40 - 50 cmほどになるものもある。傘は径8 - 20 cmで中には30 cmに達するものもあり、はじめ卵形で丸い袋状で、成長すると丸山形になり、さらに一定の高さまで成長すると展開して中高で平らに開く。表皮は淡褐色から淡灰褐色で、傘の成長に従い亀裂ができ、それが褐色の鱗片となる。
傘の裏はヒダが密で白色、柄に対して隔生している。
柄は全体に細く長さ15 - 40 cmにもなり、基部が太く中空で、表皮は生長するとひび割れて褐色の鱗片を帯びてだんだら模様となる。柄の上部には、リング状で厚いツバをもち、このツバは柄に付着しておらず、上下に動かすことができ、時にずれ下がっている。
肉は白色で無味無臭。傷による変色は見られない。成長するとやわらかくなり、弾力性のある海面状になる。傘に弾力があり、傘を握っても離すと元の形に戻ることから、「ニギリタケ」の名称が生まれた。柄は繊維質。

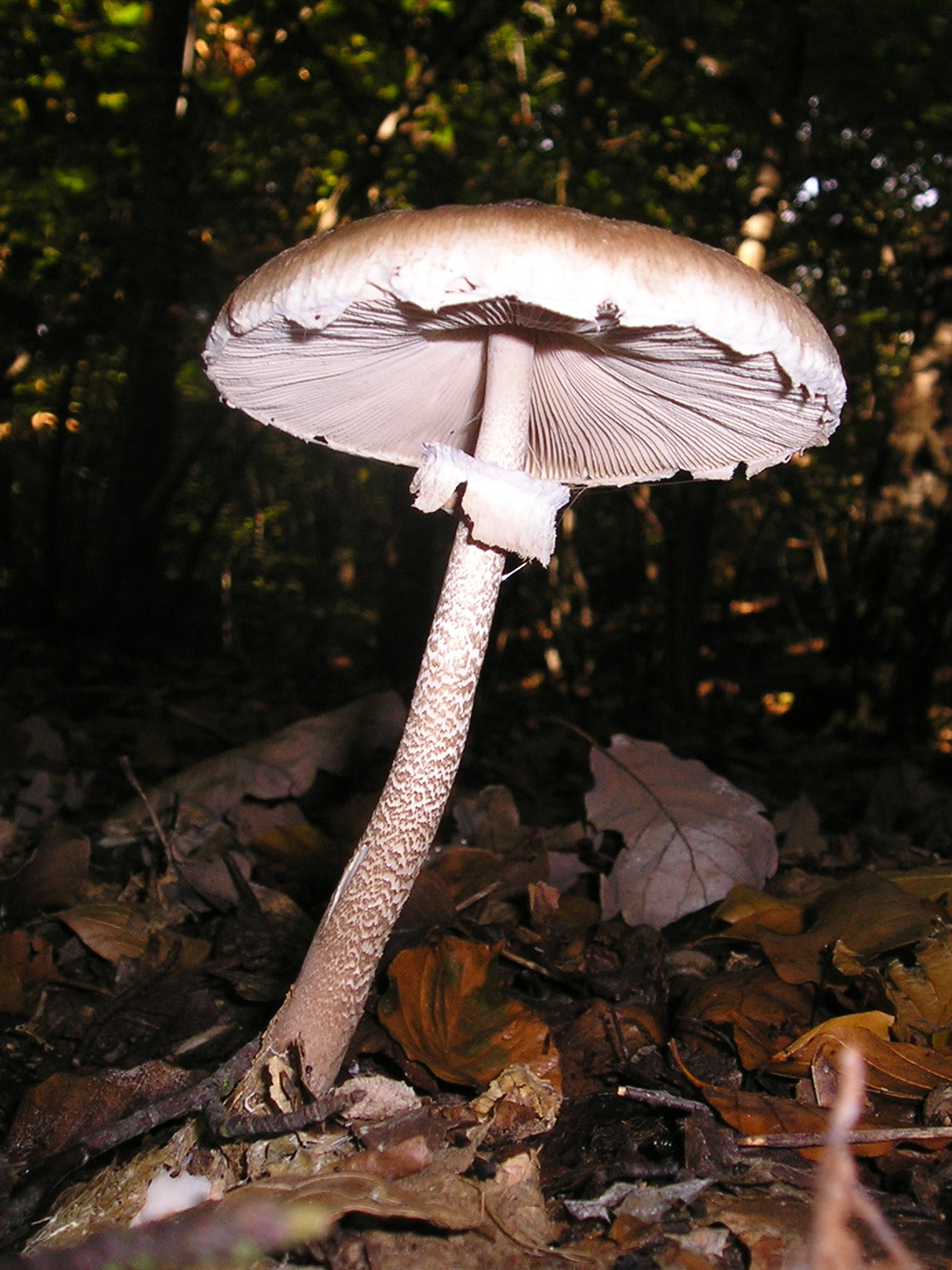
ヒダの様子
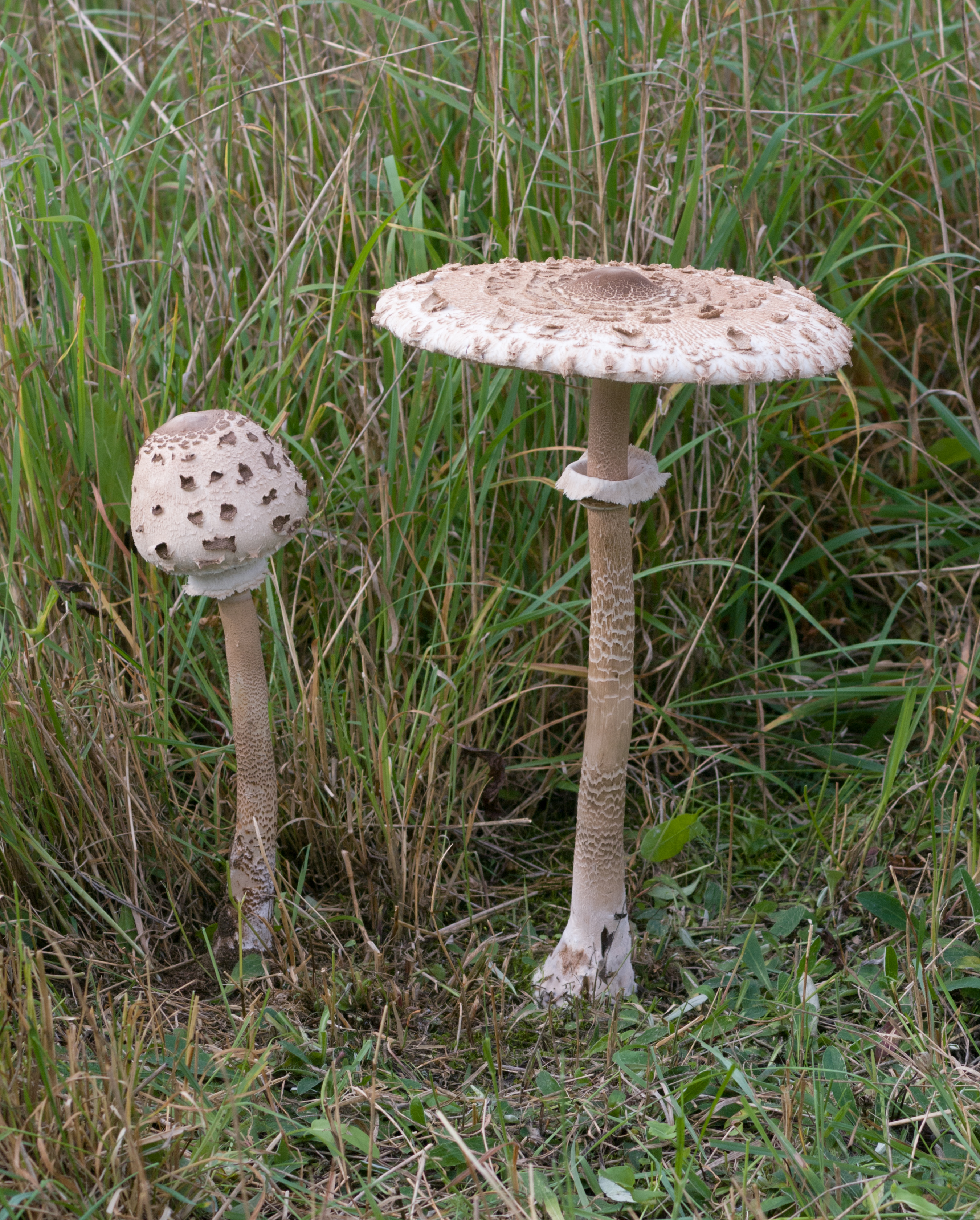
草むらに発生した個体
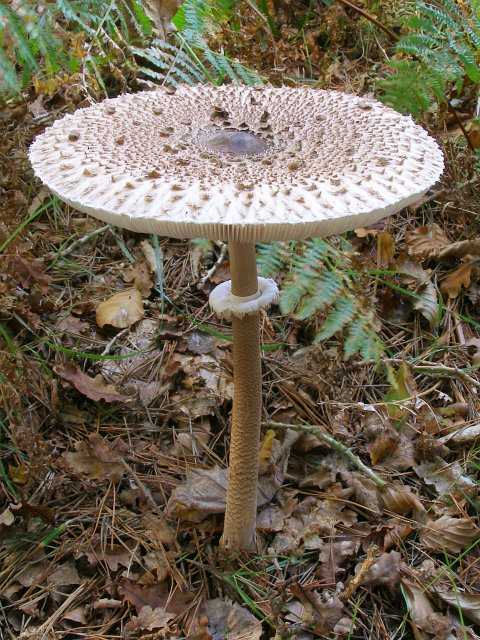
成菌は傘が平らに開く
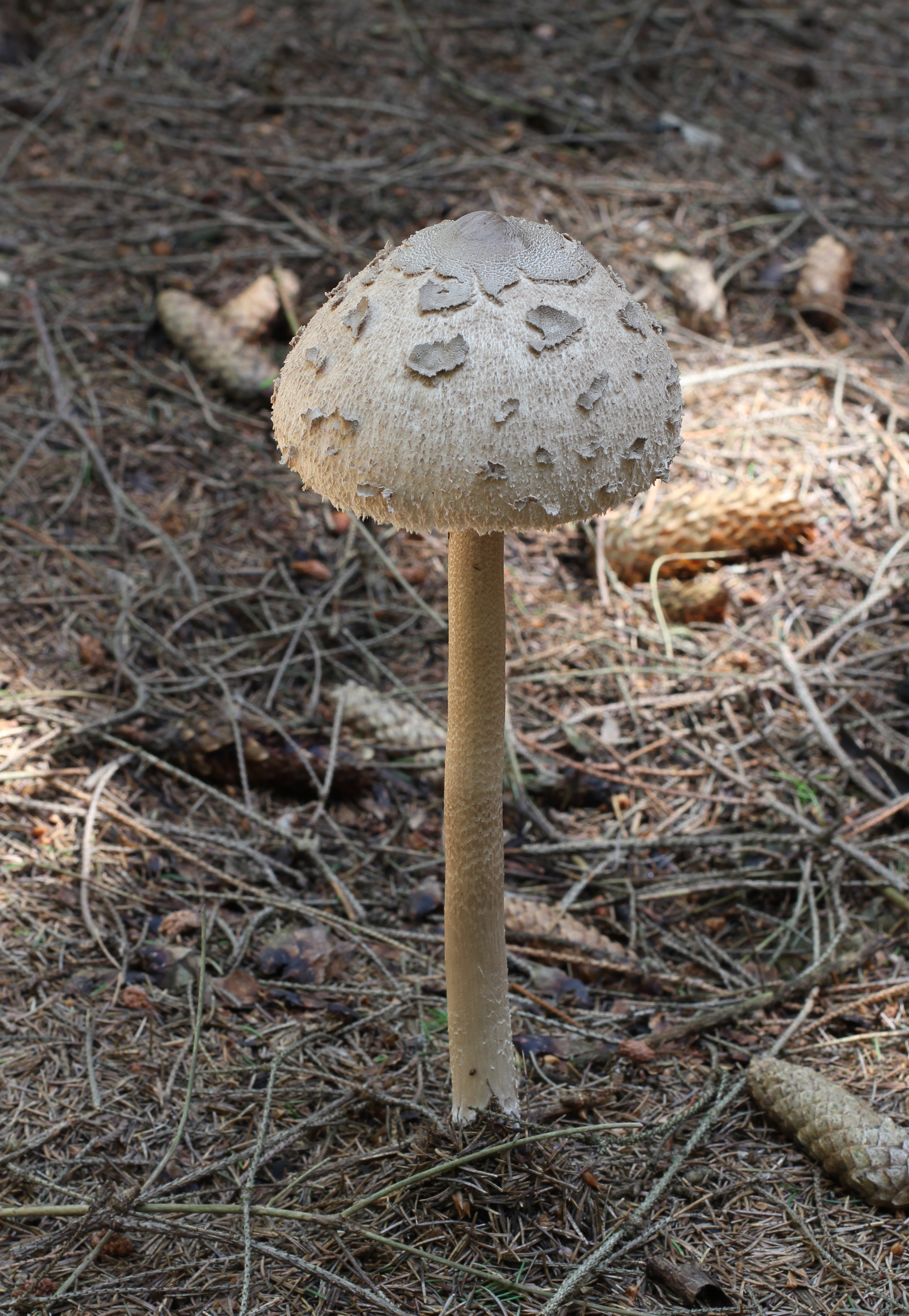
生長途中では丸山形の傘
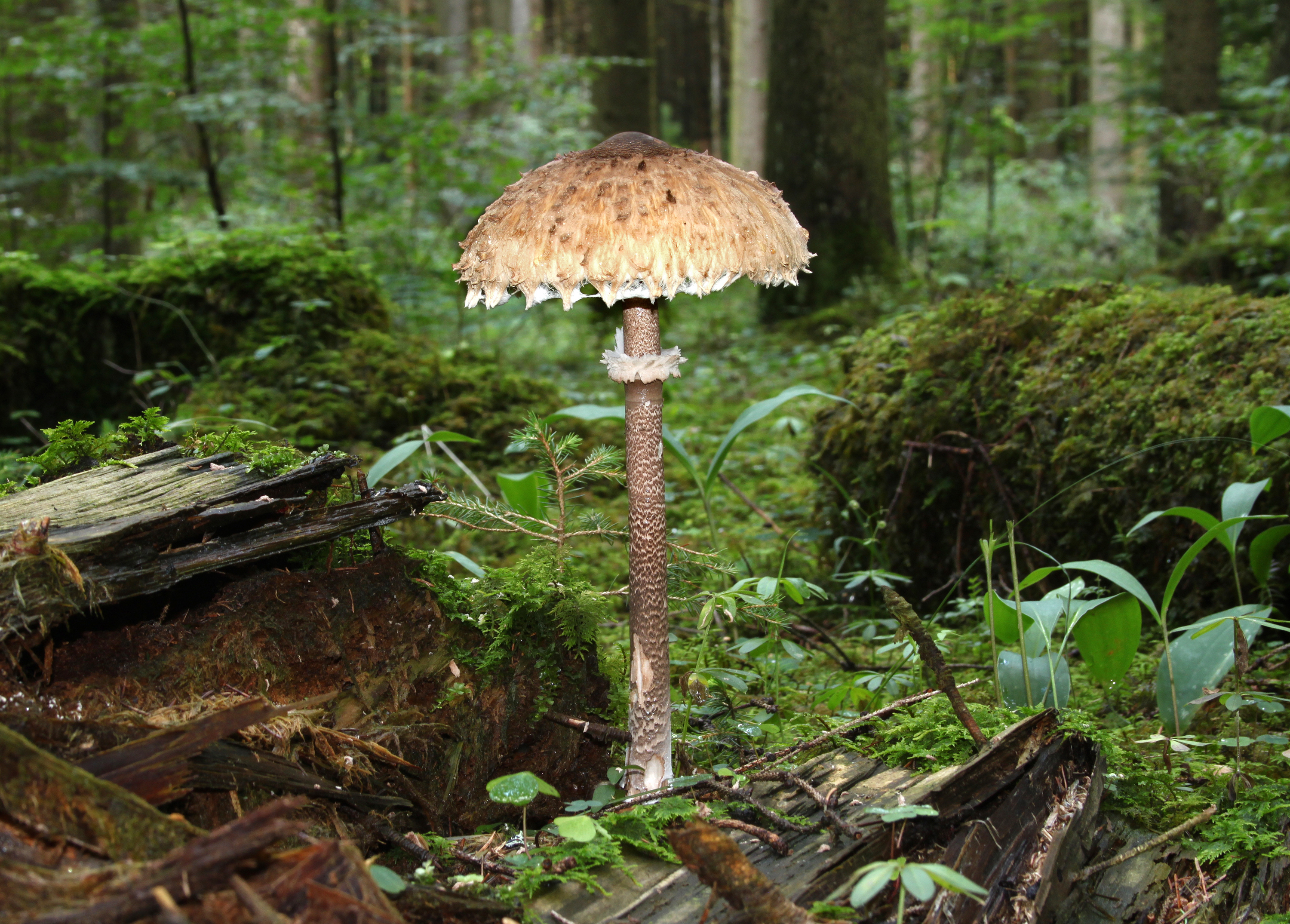
林床の発生した個体
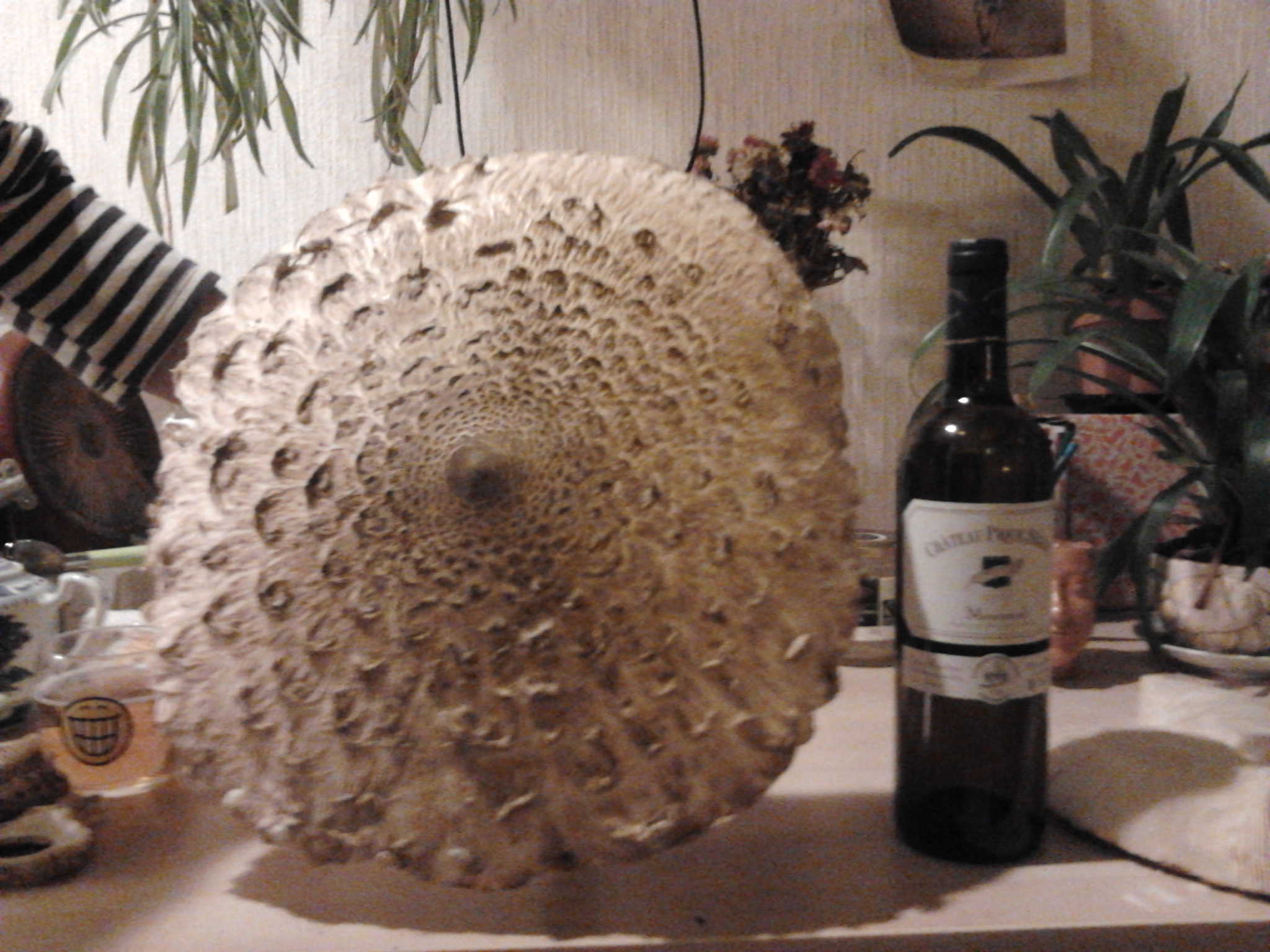
傘の表面には褐色の鱗片が多数つく

## 利用
無味・無臭で従来から食用とされるが生食は禁物で、必ず湯がくなど火を通す下処理をしてから料理に利用する。大型のキノコのため傘と柄に分けて、天ぷら、フライ、すき焼き、炒め物、きのこ汁など加熱したうえで利用される。傘はふわふわして大きさの割にボリュームがなく、汁物にするとかさが減るが、フライにすると大きさが楽しめる。柄は歯切れがよく、ソテーや唐揚げに合う。

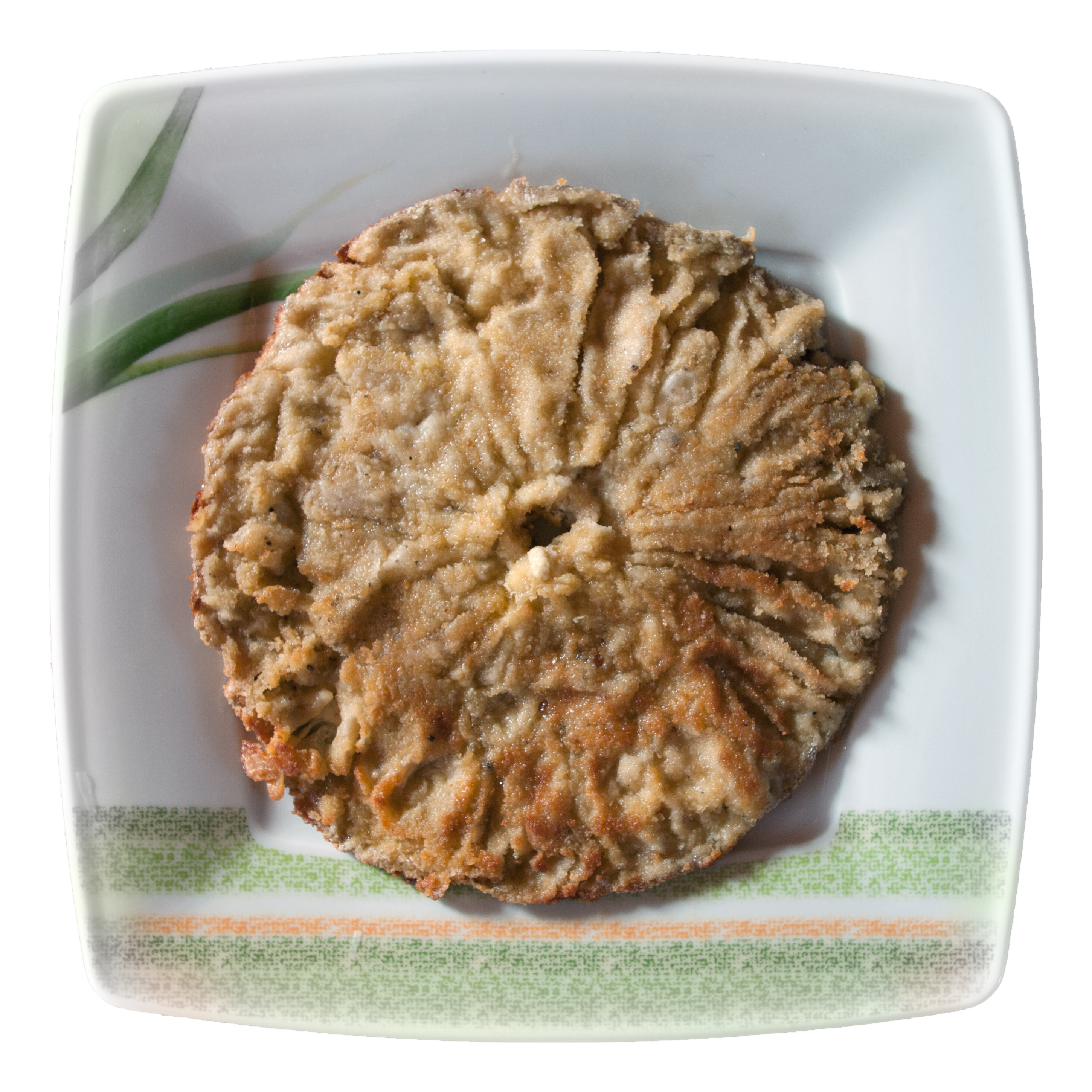
A breaded parasol mushroom
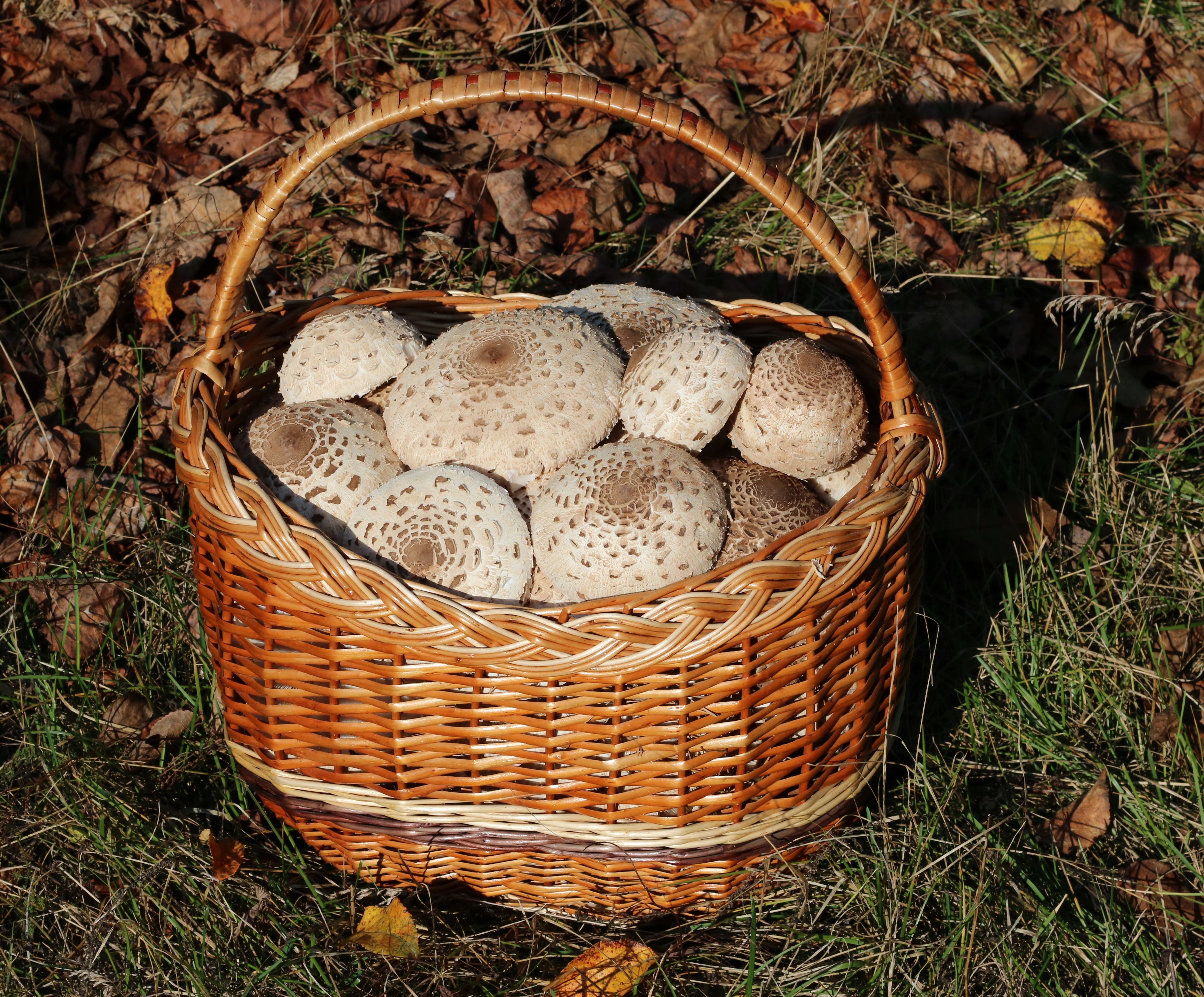

## 毒性
生で食べると消化器系の中毒症状が現れ、蕁麻疹、下痢、ぜんそく、ショックなどのアレルギーに至ることもある。毒成分についてはわかっていない。
なお、外観が類似する猛毒種がいくつか存在する。オオシロカラカサタケやドクキツネノカラカサ、ドクカラカサタケの幼菌をカラカサタケと間違って食べ、中毒を起こした例も存在する。

## 文化
植物学者の牧野富太郎は、傘を握っても元に戻る性状の古名ニギリタケとよばれる本種から、「ニギリタケ握り甲斐なき細さかな」の俳句を残している。

## 類似するキノコ
平地ではマントカラカサタケ (Macrolepiota detersa) のほうが多く生え、つばが膜状でマントのように見える点で違いが見られる。
誤食に注意を要する毒キノコにドクカラカサタケ (Chlorophyllum neomastoideum) やオオシロカラカサタケ (Chlorophyllum molybdites) など、カラカサタケに似ているキノコがある。
オオシロカラカサタケは、成熟するとヒダの色がオリーブ色になる点で区別できる。元来、熱帯から亜熱帯性のキノコであるが、近年の地球温暖化の影響で分布域を広げ、日本でもふつうに見られるようになっている。